# Bajo Guadalquivir
El Bajo Guadalquivir és una comarca situada en la província de Sevilla, a la comunitat autònoma d'Andalusia. Està formada per Lebrija, El Cuervo de Sevilla, Las Cabezas de San Juan, Los Palacios y Villafranca, Utrera, Palmar de Troya, El Coronil i Los Molares.
Limita al nord amb la Comarca Metropolitana de Sevilla, a l'est amb la Campiña de Morón y Marchena, al sud amb la Campiña de Jerez i a l'oest amb el Riu Guadalquivir.